# Linh dương Beira
Linh dương Beira (Dorcatragus megalotis) là một loài động vật có vú trong họ Bovidae, bộ Artiodactyla. Loài này được Menges mô tả năm 1894.

## Hình ảnh

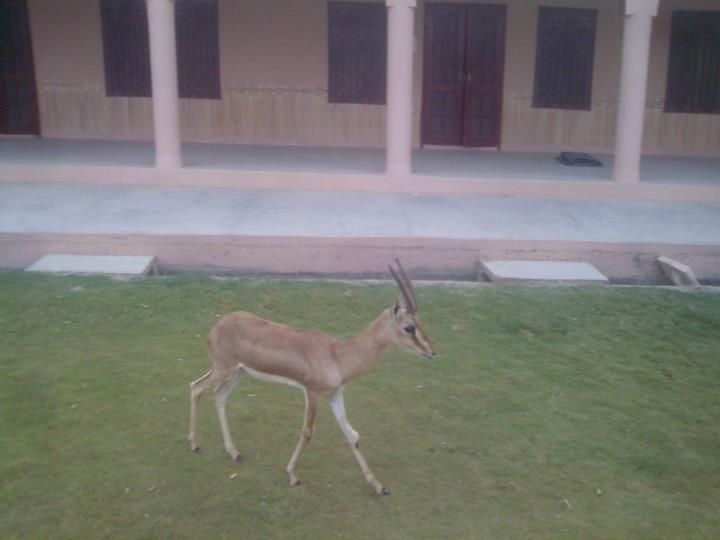
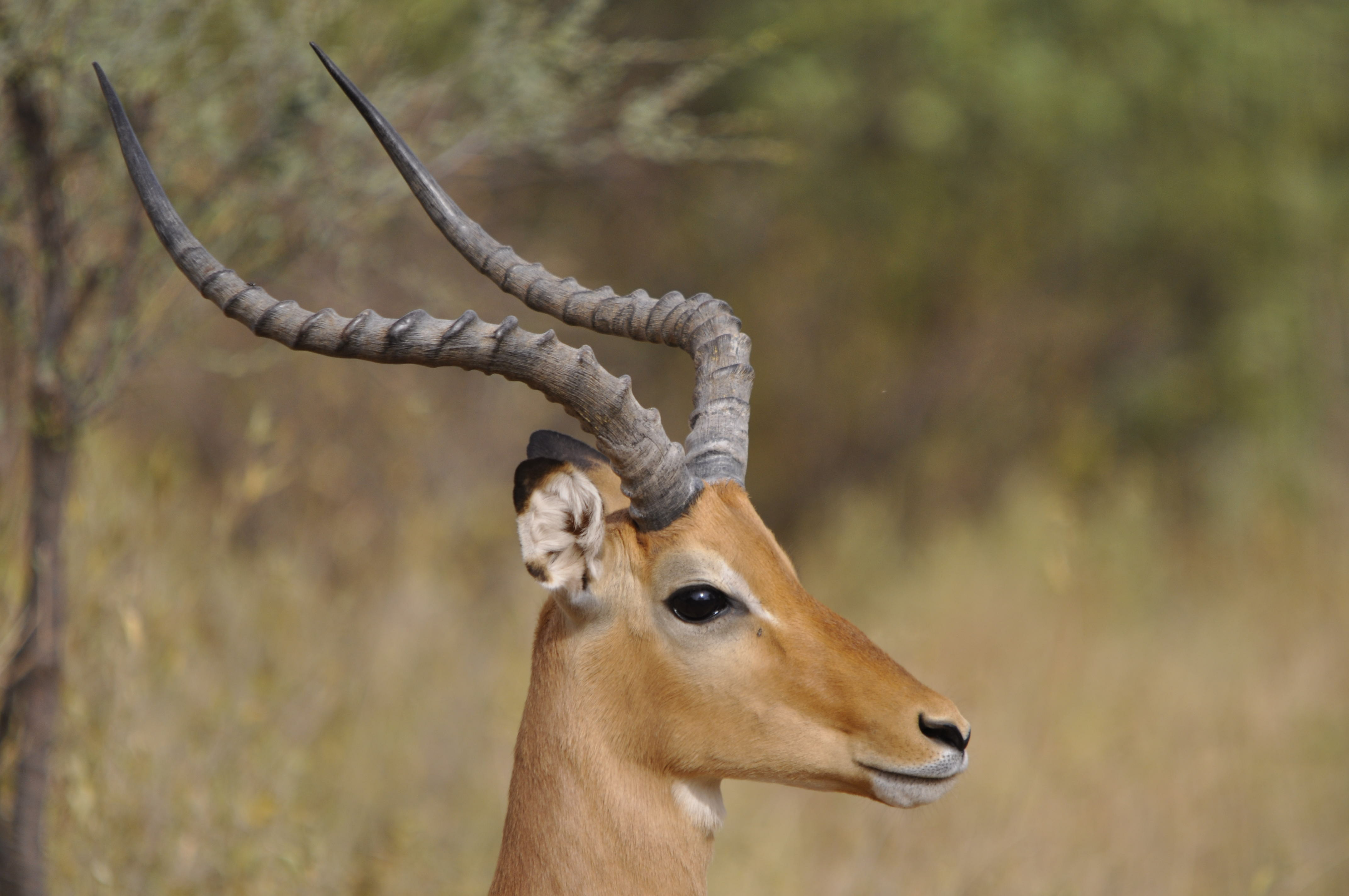